# ماریا گستونر
ماریا گستونر (انگلیسی: Maria Gstöttner؛ زادهٔ ۸ فوریهٔ ۱۹۸۴) بازیکن فوتبال اهل اتریش است.
وی همچنین در تیم ملی فوتبال زنان اتریش بازی کرده‌است.